# Trevor Reilly
Trevor McKay Reilly (Valley Center, 17 gennaio 1988) è un ex giocatore di football americano statunitense che ha militato nel ruolo di linebacker. Al college giocò a football all'Università dello Utah

## Carriera professionistica

### New York Jets
Berhe fu scelto nel corso del settimo giro (233º assoluto) del Draft NFL 2014 dai New York Jets. Debuttò come professionista nella gara della settimana 1 vinta contro gli Oakland Raiders. La sua prima stagione si chiuse con 15 tackle in 14 presenze. Fu svincolato dai Jets il 6 settembre 2016.

### New England Patriots
Il 20 ottobre 2016, Reilly firmò con la squadra di allenamento dei New England Patriots.

### Miami Dolphins
Il 19 dicembre 2016 i Miami Dolphins misero Trevor Reilly sotto contratto. Il 3 settembre 2017 fu svincolato ma il giorno successivo firmò nuovamente per fare parte della squadra di allenamento. Il 10 ottobre dello stesso anno fu svincolato definitivamente.

### Ritorno ai Patriots
Il 12 ottobre 2017, Reilly firmò per fare ritorno nella squadra di allenamento dei Patriots. Il 25 ottobre, complici anche alcuni infortuni ai giocatori titolari, Reilly fu prima volta promosso nel roster attivo della squadra. Il 12 novembre disputò la prima gara come titolare in carriera nella vittoria sui Denver Broncos.

## Palmarès
- American Football Conference Championship: 1

New England Patriots: 2017